# 2821 Slávka
A 2821 Slávka (ideiglenes jelöléssel 1978 SQ) a Naprendszer kisbolygóövében található aszteroida. Zdenka Vávrová fedezte fel 1978. szeptember 24-én.